# Liste der denkmalgeschützten Objekte in Piberbach
Die Liste der denkmalgeschützten Objekte in Piberbach enthält die 4 denkmalgeschützten, unbeweglichen Objekte der Gemeinde Piberbach in Oberösterreich (Bezirk Linz-Land).

## Denkmäler
| Foto |                 | Denkmal                                                                               | Standort                              | Beschreibung | Metadaten |
| ---- | --------------- | ------------------------------------------------------------------------------------- | ------------------------------------- | --- | --- |
| ja   | Datei hochladen | Evang. Pfarrkirche A.B., Bethaus und ehem. Pfarrhaus HERIS-ID: 18928 Objekt-ID: 15224 | Brandstatt 31 Standort KG: Brandstatt | Ältestes noch voll verwendetes Toleranzbethaus in Österreich, erbaut 1783, Zubauten: Pfarrhaus 1856, Turm 1881, Schule 1914. Pfarrkirche der Evangelischen Muttergemeinde A.B. Neukematen. | BDA-Hist.: Q15110549 Status: § 2a Stand der BDA-Liste: 2025-06-30 Name: Evang. Pfarrkirche A.B., Bethaus und ehem. Pfarrhaus GstNr.: 35/1 Evangelisches Bethaus Neukematen |
| ja   | Datei hochladen | Friedhof HERIS-ID: 100260 Objekt-ID: 116482                                           | Brandstatt 31 Standort KG: Brandstatt | | BDA-Hist.: Q37775722 Status: § 2a Stand der BDA-Liste: 2025-06-30 Name: Friedhof GstNr.: 35/1                                                                              |
| ja   | Datei hochladen | Wappen HERIS-ID: 84821 Objekt-ID: 98976                                               | Dorfplatz 3 Standort KG: Piberbach    | Das Wappen war auf dem im Jahre 1814 abgetragenen Schloss Piberbach angebracht. Letzter Eigentümer des Schlosses war der Linzer Kaufmann Franz Plank von Plankburg. | BDA-Hist.: Q38184006 Status: § 2a Stand der BDA-Liste: 2025-06-30 Name: Wappen GstNr.: 277                                                                                 |
| ja   | Datei hochladen | Kriegerdenkmal, Mariensäule HERIS-ID: 18936 Objekt-ID: 15232                          | Standort KG: Piberbach                | Die Bildsäule der unbefleckten Maria von 1713 steht vor der ehemaligen Taverne des im 19. Jahrhundert abgebrochenen Schlosses von Piberbach. Zum Gedenken an die in den beiden Weltkriege des 20. Jahrhunderts gefallenen Gemeindebürger sind im Sockel links und rechts Steintafeln mit den Namen dieser Soldaten angebracht. | BDA-Hist.: Q37846310 Status: § 2a Stand der BDA-Liste: 2025-06-30 Name: Kriegerdenkmal, Mariensäule GstNr.: 281                                                            |